# Bernhard Klapprott
Bernhard Klapprott (Hagen, 1964) is een Duits organist, klavecinist en dirigent.

## Levensloop
Klapprott studeerde klavecimbel bij Hugo Ruf in Keulen en bij Bob van Asperen, orgel bij Michael Schneider and Ewald Kooiman, en kerkmuziek. Hij studeerde af in Keulen en Amsterdam.
In 1991 behaalde hij de Eerste prijs op de Tiende internationale orgelwedstrijd in Brugge, in het kader van het Festival Musica Antiqua. 
Sinds 1994 doceert hij klavecimbel en vroege klavierinstrumenten aan de Liszt Muziekhogeschool van Weimar. Voordien gaf hij les aan de conservatoria van Detmold, Herford, Dortmund en Bremen.    
Klapprott concerteert vaak, hetzij solo, hetzij met het door hem gestichte ensemble Cantus Thuringia & Capella, gevestigd in Weimar. Samen met dit koor vervolgt hij de zoektocht naar weinig bekende 17de- en 18de-eeuwse Duitse barokmuziek. Zo werd de première opgenomen van de Weihnachts- en Neujahrsoratoriums van Georg Gebel. In 1997 nam hij het oeuvre voor klavierinstrumenten op van Thomas Tomkins en kreeg hiervoor de Prijs van de Deutsche Schallplattenkritik.